# Доровський Олександр Вікторович
Олександр Вікторович Доровський (нар. 21 травня 1960, с. Воздвиженка, Михайлівський район, Приморський край, РСФРР) — український бізнесмен, вчений. Доктор економічних наук, професор. Заслужений працівник фармації України.

## Біографія
Народився 21 травня 1960 року. З серпня 1977 року по січень 1981 року — служба в армії.
1984 року закінчив Харківський інститут механізації та електрифікації сільського господарства.
З жовтня 1998 року по вересня 1999 року — начальник технічного відділу забезпечення і обслуговування виробництва ТОВ "Фармацевтична фірма «Здоров'я».
З вересня 1999 по лютий 2002 року — технічний директор ТОВ «Фармацевтична фірма „Здоров'я“».
З лютого 2002 року по липень 2018 року — директор компанії «Здоров'я».
З липня 2018 року — голова наглядової ради компанії«Здоров'я».

## Освіта
У 2007 році закінчив Харківський Національний фармацевтичний університет.
Науковий ступінь доктор економічних наук за спеціальністю «Економіка та управління національним господарством», професор, почесний професор НФаУ, довгий час завідував кафедрою промислової фармації та економіки Національного фармацевтичного університету.
Автор і співавтор понад 130 наукових і навчально-методичних робіт, серед яких 10 монографій, 11 навчальних посібників, 34 патенти, понад 50 наукових статей у фахових виданнях.

## Наукові праці

### Монографії
- Виробнича логістика: навч. посіб. / О. В. Посилкіна, Р. В. Сагайдак-Нікітюк, О. В. Доровський, Г. В. Кубасова. — Х.: Вид-во НФаУ, 2009. — 364 с.
- Управління трудовим потенціалом фармацевтичних підприємств в умовах менеджменту якості: монографія / О. В. Посилкіна, О. В. Доровський, Ю. С. Братішко, М. І. Сидоренко ; за ред. проф. О. В. Посилкіної ; Нац. фармац. ун-т. — Х. : НФаУ, 2010. — 415 с.
- Стратегія розвитку фармацевтичної галузі України: монографія / О. В. Доровський. — Харків: Інжек, 2014. — 265 с.

## Нагороди
- орден «За заслуги» II ступеня[3]
- орден «За заслуги» III ступеня[4]